# Жуков, Геннадий Павлович
Геннадий Павлович Жуков (1924—2009) — советский военный деятель, полковник.

## Биография
Родился 15 февраля 1924 года вместе с братом-близнецом Вениамином в деревне Титово Костромской области. В 1930-е годы их отец — Павел Васильевич, перевёз всю семью на Урал в город Миасс Челябинской области. Братья на отлично окончили школу и  летом 1941 года без экзаменов были приняты в Новосибирский институт военных инженеров железнодорожного транспорта (ныне Сибирский государственный университет путей сообщения).

### Великая Отечественная война
В августе 1942 года весь курс направили в Томск, где дислоцировалось артиллерийское училище. Студенты прошли обучение по ускоренной программе и в апреле 1943 года были отправлены на фронт. За годы Великой Отечественной войны братья Жуковы прошли боевой путь от реки Северский Донец до Одера, были командирами огневых взводов, а затем — батареи противотанковых пушек. Геннадий Павлович имел четыре ранения. Победу он встретил 9 мая в Праге, но, к сожалению, без брата-близнеца, который погиб за два месяца до окончания войны. Интересно, что за героические боевые действия, 20 мая 1945 года гвардии лейтенант командир батареи 33-го Гвардейского артиллерийского Висленского Краснознаменного ордена Б. Хмельницкого 20-го стрелкового полка Г.П. Жуков был представлен к присвоению звания Героя Советского Союза. В наградном листе указывалось:

«...
28-го апреля 1945 года в Германии во время контратаки немцев силой 10 танков, двух бронетранспортеров и двух рот пехоты батарея Жукова была отрезана от своей пехоты. Артиллеристы приняли неравный бой. Тов. Жуков лично стал за панораму одного из орудий и прямой наводкой подбил два танка и два транспортера. Целый день батарея героически дралась с наседающим противником. Когда на помощь подоспела наша пехота, вокруг батареи валялось более 90 трупов немецких солдат и стояли два подбитых танка и два бронетранспортера. Рубеж батареи был удержан. Гвардии лейтенант Жуков достоин присвоения звания «ГЕРОЙ СОВЕТСКОГО СОЮЗА» с вручением ордена ЛЕНИНА и медали «ЗОЛОТАЯ ЗВЕЗДА».

После прохождения представления через нескольких инстанций, было принято решение наградить героя орденом Красного Знамени.

### После войны
Демобилизовавшись, Геннадий Павлович продолжил обучение в Военной академии имени Ф.Э. Дзержинского (ныне Военная академия РВСН имени Петра Великого). По её окончании занимался освоением появившейся электронной вычислительной техники. В 1957 году был направлен на научную работу в НИИ-4 Министерства обороны и несколько лет работал начальником лаборатории, затем — начальником отдела вычислительного центра института. Здесь же защитил кандидатскую диссертацию по новой для того времени задачи – оптимизации целераспределения новых боевых средств по объектам вероятного противника. В июле 1964 года Жуков был назначен начальником нового формируемого отдела военно-экономических исследований и новых методов планирования и управления. По тематике выполняемых отделом работ защитил докторскую диссертацию по системному подходу и экономико-математическому моделированию сложных систем, стал профессором.
Когда в связи с развитием потребности в специалистах военно-экономического профиля Министерством обороны СССР было принято решение усилить подготовку специалистов на Военном факультете при Московском финансовом институте (МФИ, ныне Финансовый университет при Правительстве РФ), Г. П. Жуков в феврале 1976 года был назначен начальником кафедры «Экономики Вооруженных Сил». В феврале 1977 года  Военный факультет был реорганизован в Военный финансово-экономический факультет при МФИ с созданием новых кафедр; в их числе осталась кафедра «Экономики Вооруженных Сил», начальником которой был назначен доктор технических наук, профессор Жуков Г.П., руководивший ею по 1987 год.
После увольнения с военной службы Геннадий Павлович Жуков продолжал преподавательскую и научную работу. Был членом экспертного совета Высшей аттестационной комиссии и диссертационного совета факультета, а также экспертного совета Миноборонпрома. Он подготовил более 20 кандидатов и докторов наук, опубликовал около 130 научных работ, учебники и учебные пособия.
Занимался общественной деятельностью — был членом Межрегиональной общественной организации «Совет ветеранов военной финансово-экономической службы».
В 2008 году Геннадия Павловича Жукова приглашали принять участие в параде Победы 9 мая на Красной площади в Москве.
Ушёл из жизни 24 февраля 2009 года.

## Награды
- Был награждён двумя орденами Красного Знамени, орденом Красной Звезды, тремя орденами Отечественной войны (2-й и двумя 1-й степеней).
- Также награждён двумя медалями Чехословакии, двумя румынскими медалями, а также многими медалями СССР, в том числе «За боевые заслуги».
- За активную учебную и научную деятельность и большой вклад в подготовку кадров был награжден орденом «За службу Родине в Вооруженных Силах СССР» 3-й степени.